# Provinz Sancti Spíritus
| Sancti Spíritus    | Sancti Spíritus |
| ------------------ | --------------- |
| Karte              |                 |
| Hauptstadt         | Sancti Spíritus |
| Fläche             | 6.777,28 km²    |
| Einwohner          | 463.458 (2012)  |
| Bevölkerungsdichte | 68,4 EW/km²     |
| ISO-Code           | CU-07           |

Sancti Spíritus ist eine Provinz in Zentral-Kuba. Ihre Hauptstadt ist die gleichnamige Stadt Sancti Spíritus. Die Zuckerproduktion und Rinderzucht sowie der Reis- und Tabakanbau sind die wirtschaftlich bedeutendsten Industriezweige der Provinz. Daneben gewinnt die Tourismusindustrie zunehmend an Bedeutung.

## Geografie

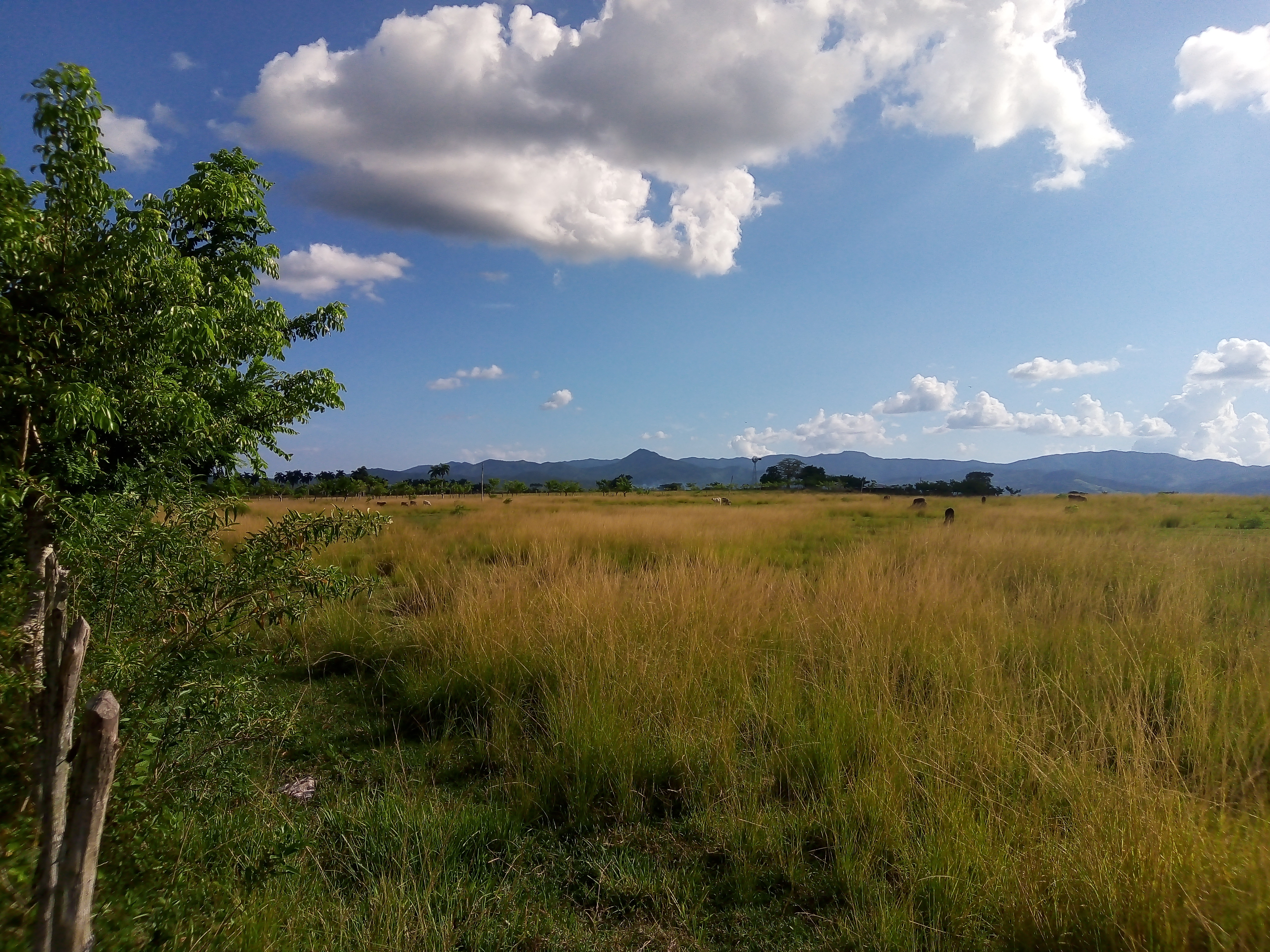
Landschaft in der Provinz Sancti Spíritus (August 2020)

Die Provinz Sancti Spíritus hat eine Gesamtfläche von 6777,28 km². Im Norden bildet der Atlantik die natürliche Grenze, im Westen die Provinz Ciego de Ávila. Die Karibik schließt sich im Süden an, die Provinzen Cienfuegos und Villa Clara im Osten und Nordosten.
Die Stadt Trinidad, die bis zum 19. Jahrhundert eine der bedeutendsten Zuckermetropolen Kubas war, bildet gemeinsam mit den 20 km außerhalb liegenden Zuckerfabriken von Valle de los Ingenios seit 1988 eine UNESCO-Weltkulturerbestätte.

## Verwaltungsgliederung
Die Provinz Sancti Spíritus gliedert sich in 8 Municipios. Die Verwaltungssitze sind in den gleichnamigen Städten beheimatet.
| Municipio (Verwaltungssitz)       | Fläche in km² (2010) | Einwohner (2010) | Einwohner pro km² (2010) |
| --------------------------------- | -------------------- | ---------------- | ------------------------ |
| Cabaiguán (Cabaiguán)             | 596,76               | 67.549           | 113,2                    |
| Fomento (Fomento)                 | 474,31               | 32.863           | 69,3                     |
| Jatibonico (Jatibonico)           | 763,7                | 43.519           | 57,3                     |
| La Sierpe (La Sierpe)             | 1.075,02             | 17.048           | 15,9                     |
| Sancti Spíritus (Sancti Spíritus) | 1.142,2              | 136.836          | 119,8                    |
| Taguasco (Taguasco)               | 502,15               | 36.420           | 72,5                     |
| Trinidad (Trinidad)               | 1.167,57             | 74.972           | 64,2                     |
| Yaguajay (Yaguajay)               | 1.055,57             | 56.467           | 53,5                     |
| Gesamt                            | 6.777,28             | 465.674          | 68,7                     |